# Tyrannochthonius akaelus
Espèce
Tyrannochthonius akaelus est une espèce de pseudoscorpions de la famille des Chthoniidae.

## Distribution
Cette espèce est endémique de Chongqing en Chine,. Elle se rencontre dans la grotte Chuan Dong Zi dans le xian de Fengjie.

## Description
La femelle holotype mesure 2,1 mm.

## Étymologie
Cette espèce est nommée référence aux A.K.L., les aventures karstiques lointaines.

## Publication originale
- Mahnert, 2009 : New species of pseudoscorpions (Arachnida, Pseudoscorpiones: Chthoniidae, Chernetidae) from caves in China. Revue Suisse de Zoologie, vol. 116, no 2, p. 185-201 (texte intégral).